# Сиднейский университет

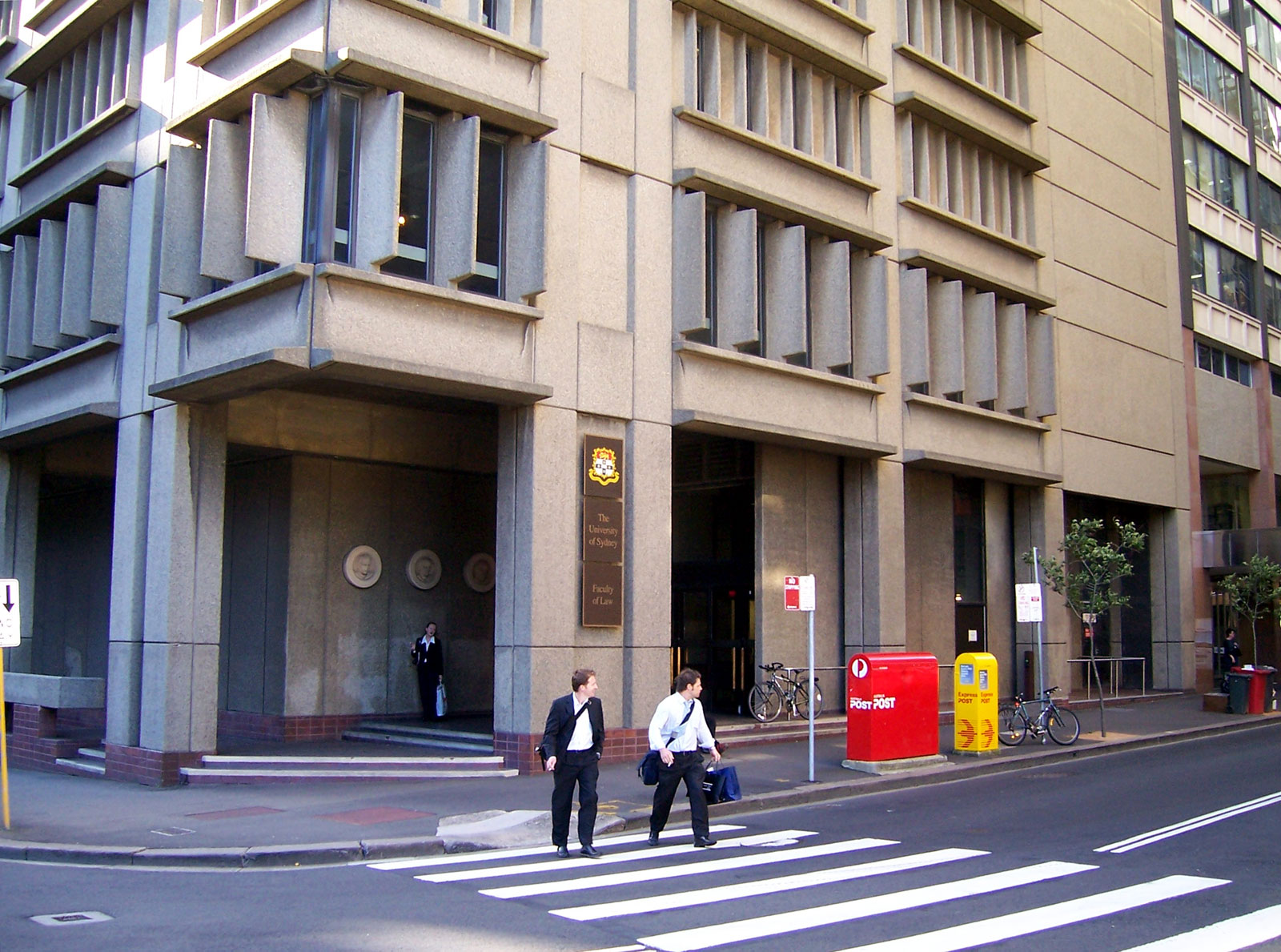
Школа права Университета Сиднея

Сиднейский университет, или Университе́т Си́днея (англ. University of Sydney, также неформально Sydney Uni, USYD или Sydney) — старейший государственный университет в Австралии. Основан 1 октября 1850 года в соответствии с University of Sydney Act. Расположен в Сиднее, штат Новый Южный Уэльс. Начал работу 11 октября 1852 года. Является одним из лучших университетов Австралии и по многим позициям входит в двадцатку лучших университетов мира. Член Группы восьми и группы Песчаниковых университетов.
В 1995 году университет участвовал в создании Австралийского технологического парка.

## Факультеты
Сиднейский университет состоит из 16 факультетов и школ. Самыми крупными факультетами по численности обучающихся в них студентов являются следующие: факультет гуманитарных и социальных наук, школа предпринимательства. Каждый факультет в отдельности зачисляет от 4500 студентов в год.
- Факультет сельского хозяйства и окружающей среды (Faculty of Agriculture and Environment)
- Факультет архитектуры, дизайна и планирования (Faculty of Architecture, Design and Planning)
- Факультет гуманитарных и социальных наук (Faculty of Arts and Social Sciences)
- Бизнес-школа (University of Sydney Business School)
- Факультет стоматологии (Faculty of Dentistry)
- Факультет образования и социальной работы (Faculty of Education and Social Work)
- Факультет Инженерные и информационные технологии (Faculty of Engineering and Information Technologies)
- Факультет Медицинских наук (Faculty of Health Sciences)
- Сиднейская школа права — (Sydney Law School)
- Сиднейская школа медицины (Sydney Medical School)
- Сиднейская школа сестринского дела и акушерства (Sydney Nursing School)
- Факультет фармации (Faculty of Pharmacy)
- Факультет естественных наук (Faculty of Science)
- Сиднейский колледж искусств (Sydney College of the Arts)
- Сиднейская музыкальная консерватория (Sydney Conservatorium of Music)
- Факультет ветеринарного дела (Faculty of Veterinary Science)

## Спортивные команды
В Сиднейском университете есть команды по таким видам спорта, как австралийский футбол, бейсбол, баскетбол, бокс, крикет, гандбол, академическая гребля, регбилиг, регби, футбол и водное поло.

## Известные выпускники
- Миллс, Бернард Ярнтон
- Гостелоу, Гордон
- Уоррен, Катрина
- Миллс, Джонатан
- Райс, Саксон
- Рив, Дэвид